# Chris Cranston
Chris Cranston (nacida el 14 de septiembre de 1946 en Santa Mónica (California)) es una modelo y actriz estadounidense.  Es conocida por ser la Playmate del Mes para la revista Playboy en su número de abril de 1971. Fue fotografiada por Mario Casilli.
Cranston tuvo pequeños papeles en la película de 1965 Beach Blanket y en el musical de 1968 Funny Girl.  En 1967,  apareció en la portada, contraportada y en el interior del disco de vinilo del álbum Golden Greats by The Ventures. Apareció en el número de septiembre de 1968 de Playboy en la sesión fotográfica "Chicas de la Funny Girl". Ella también ha sido regular en el programaPlayboy After Dark.  En 1977 ganó el concurso Match Game.